# Andromedeae
Andromedeae, tribus grmova iz porodice vrjesovki smješten u potporodicu Vaccinioideae. Postoje svega dvije vrste: andromeda ili planinski ružmarin, koja je raširena po Euroaziji i Sjevernoj Americi; i zenobija s obalnih ravnica sjevernoameričkog jugoistoka

## Rodovi
1. Andromeda L.
2. Zenobia D.Don